# La Torrassa (Llinars del Vallès)
La Torrassa és una muntanya de 416 metres que es troba al municipi de Llinars del Vallès, a la comarca del Vallès Oriental.
Al cim podem trobar-hi un vèrtex geodèsic (referència 294115001) i la Torrassa del Moro, una torre de guaita d'origen romà.